# Asociación Deportiva Isidro Metapán
Il Asociación Deportiva Isidro Metapán è una società calcistica con sede a Metapán in El Salvador.
Fondato nel 2000 il club milita nella Primera División de Fútbol Profesional.

## Palmarès

### Competizioni nazionali
- Campionato salvadoregno: 10

Clausura 2007, Apertura 2008, Clausura 2009, Clausura 2010, Apertura 2010, Apertura 2011, Apertura 2012, Apertura 2013, Clausura 2014, Apertura 2014

### Altri piazzamenti
- Campionato salvadoregno:

Secondo posto: 2012-2013